# Aina Cederblom
Aina Cederblom, född 26 september 1896 i Kungsholms församling, Stockholm, död 21 augusti 1986 i Stockholm, var en svensk äventyrare. Efter finska vinterkriget evakuerade hon fiskare från Hangö och transporterade byggmaterial, så de kunde bygga nya bostäder i Ekenäs skärgård.
Hon var huvudperson i ett avsnitt av tv-programmet Här är ditt liv med Lasse Holmqvist, i premiärsäsongen 1980. Hennes personlighet gjorde att programmet fick stort genomslag. Cederblom hade tidigare varit helt okänd för den breda allmänheten.

## Biografi
Cederblom var dotter till löjtnanten Harald Cederblom (1863–1935) och Hedvig Elisabet Cederblom (1859–1921). Hon växte upp på Hantverkargatan 23 i Stockholm.
Hon reste bland annat ensam med en fem meter lång, öppen båt med aktersnurra till Svarta havet och Medelhavet, till Grönland och på båtfärder i Fjärran Östern. Hon skrev flera böcker om sina resor. Författaren William Rigmark skrev 1979 en bok om Cederblom – Världshavens vagabond.
Aina Cederblom är begravd på Norra begravningsplatsen utanför Stockholm.

### Vävskolor
Cederblom var teckningslärare, textilkonstnär och intresserad av vävning. Under sin utbildning till gick hon på slöjdgymnasiet på Nääs slott norr om Göteborg.

#### Färöarna
År 1933 gjorde Cederblom sin första resa över Atlanten och hamnade av misstag i Klaksvik på Färöarna. Där träffade hon en kurskamrat från slöjdseminariet på Nääs som gift sig med man från Färöarna. De bestämde att starta en vävskola och Cederblom återvände året därpå. Syftet var att kvinnor på öarna skulle få en försörjningsmöjlighet och samtidigt bevara den lokala vävtraditionen.

#### Indien
Hösten 1936 fick Cederblom en tjänst som textillärare vid Tagores skola i en liten stad nära Bolpur i Västbengalen. För att komma till denna avlägsna stad i Indien reste hon med lastfartyget S/S Ceylon till Sri Lanka. Med på resan fanns Rospiggen III som sjösattes i Colombos hamn. Cederblom for på egen köl utmed Indiens karga ostkust till hamnstaden Visakhapatnam i delstaten Andhra Pradesh. För att hinna fram till Tagores vävskola fick hon lämna Rospiggen och ta tåget till Santiniketan och kom fram två dagar innan skolterminen började. 
Cederbloms samarbete med den berömda poeten Rabindrah Tagore varade i ett års tid. När hennes elever fick ställa ut sina vävar vid terminens slut kom Mahatma Gandhi på besök och studerade den svenska varpen.

#### Brasilien
I slutet på 1960-talet startade då 70-åriga Cederblom Escola Artesanal Sueca Brasil, en vävskola i Olinda i nordöstra Brasilien. 
Hon samlade vävstolar och överblivet byggmaterial i Sverige. Lions Club och Myrorna skänkte matsilver och husgeråd. Johnsonlinjen erbjöd henne resa till Recife med alla varor instuvade i en redskapsbod på hjul. När fartyget anlände till Recife välkomnades Cederblom av ärkebiskopen Dom Hélder Camara, som hjälpte till att skaffa en tomt vid ett kloster i Olinda.
Efter ytterligare en resa till Sverige, för att skaffa mer begagnat byggmaterial och en gammal buss från SL, kunde vävskolan i Olinda invigas 1970.

### Cederbloms båtar
Cederblom ägde tre mindre motorbåtar som alla hette Rospiggen.
- Rospiggen I köpte hon 1931. Båten var knappt fem meter lång, med en utombordare på 6–8 hästkrafter.[10]
- Rospiggen II byggdes våren 1933 på Palmgrenska varvet i Söderköping efter Cederbloms anvisningar: skåp för proviant och verktyg och två stora bränsletankar, 7 hästkrafter.
- Rospiggen III var 5,4 meter, bränsletankarna rymde 800 llter och farten bara fem knop.[11]

### Finlandshjälpen
Det finska vinterkriget pågick vintern 1939/40. Den 13 mars 1940 fick befolkningen i Hangöområdet besked att Sovjetunionen skulle arrendera den isfria hamnen på 30 år. Fiskarbefolkningen fick stora svårigheter, för var skulle de bo och var kunde de fiska? Nylands fiskarförbund startade en insamling, vilket resulterade i många gåvor från Finland och Sverige.
Cederblom skaffade en gammal trålare och hjälpte till att evakuera hangöborna. Därefter seglade hon till Stockholm och skaffade byggmaterial och fraktade till Ekenäs så fiskarfamiljerna kunde bygga bostäder. Sommaren och hösten 1940 gjorde hon fem resor mellan Stockholm och Ekenäs genom minerade farvatten. De följande åren organiserade hon soppkök för 500 barn i Helsingfors.